# L'oblio
L'oblio è un romanzo della scrittrice irlandese Josephine Hart, che racconta la vita di un uomo dopo la morte della giovane moglie.

## Trama
Andrew Bolton ha subito la perdita della moglie Laura Rowden. Dopo qualche mese comincia a frequentare senza troppo entusiasmo un'altra donna molto più giovane di lui, Sarah Bonnington. Il suocero Jack con il quale è rimasto in buoni rapporti gli consegna il diario della moglie Jane, per avvertirlo che la donna sta interiorizzando molto male la perdita della figlia e la sua sostituzione con un'altra. Ma la perdita di Laura è troppo dolorosa perché Andrew possa ritrovare in pieno la voglia di vivere; il suo fantasma si sovrappone ancora e sempre a quello di Sarah.
Si ritrova costretto a guardare in faccia il dolore della perdita provocato dalla morte quando deve intervistare Catherine Samuelson, autrice di una piéce teatrale che parla dell'elaborazione del lutto. E poco per volta la vita prende il suo spazio, se non per Jane Rowden almeno per Andrew, che infine sposa la giovane Sarah. Si dice che  questo non cambia il sentimento per la moglie morta, ma poco dopo la coppia scopre di aspettare un figlio.

## Edizioni
- Josephine Hart, L’oblio, Feltrinelli, 2006, ISBN 9788807814235.